# Arawa Kimura
Arawa Kimura (8. červenec 1931 – 21. únor 2007) byl japonský fotbalista.

## Klubová kariéra
Hrával za Kwangaku Club.

## Reprezentační kariéra
Arawa Kimura odehrál za japonský národní tým v letech 1954-1955 celkem 6 reprezentačních utkání.

## Statistiky
| Japonsko | Japonsko | Japonsko |
| Roky     | Záp.     | Góly     |
| -------- | -------- | -------- |
| 1954     | 2        | 0        |
| 1955     | 4        | 1        |
| Celkem   | 6        | 1        |